# Gold (Farbe)
Die Farbe Gold hat ihren Namen vom gleichnamigen Edelmetall. Das Adjektiv zur Farbe ist golden, im Gegensatz zur veraltenden Bezeichnung gülden für aus (dem Metall) Gold Bestehendes.

## Farbenlehre
Gold ist ursprünglich die glänzende Farbe Goldmetall.

## Farbmittel

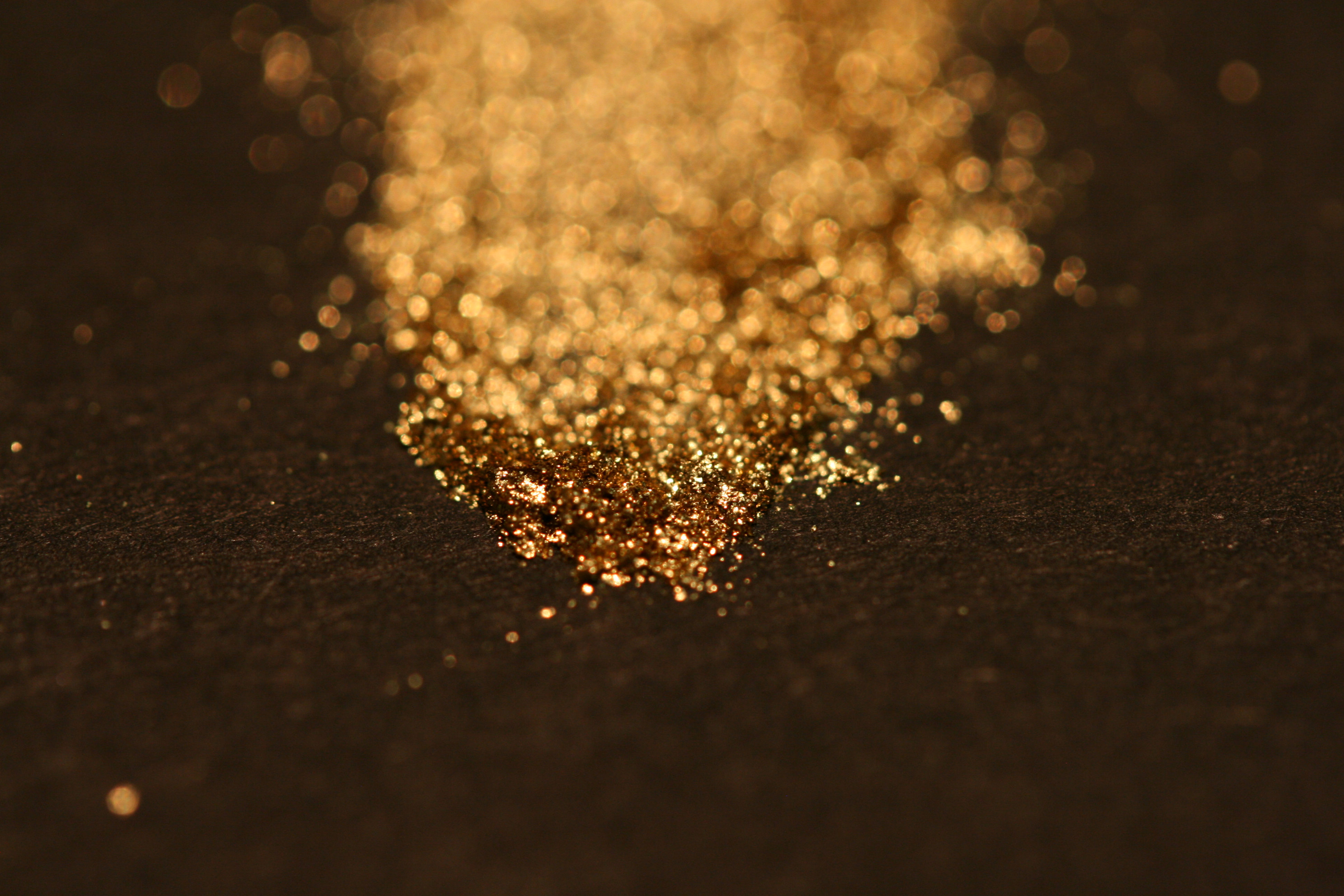
Bronzepulver

Als Farbmittel kommt das Pigment Goldbronze zum Einsatz. Bei diesem Pigment spielt nicht nur der Farbton, sondern auch die Teilchenform eine wesentliche Rolle. Das Pigment für die verschiedenen Substrate gibt es einerseits als „Echtgold“, eine echte Goldfarbe auf Basis von zerstäubtem Blattgold, das auch Pudergold oder Muschelgold genannt wird. Für einfachere Anwendungen setzt man Ersatzstoffe ein, die als Musivgold (Zinn-IV-Sulfid) bezeichnet werden. Im Massenmarkt wird üblicherweise ein farblich passendes Metalleffektpigment mit Messing als Ausgangslegierung verwendet.
Das RAL-Farbsystem führt die Effektfarben Perlgold RAL 1036, bedingt geeignet sind Perlbeige RAL 1035 und Rapsgelb RAL 1021.

## Symbolische Bedeutung
Golden steht symbolisch häufig für das Beste, für eine Spitzenleistung.
Das Metall Gold ist wegen seines „Sonnenglanzes“ schon seit frühesten Zeiten das Metall der Götter, der Kaiser und der Könige. So war es das ständige Bemühen von Künstlern, Handwerkern, Alchimisten, das gelbe Metall durch preiswertere, wenngleich unedlere Materialien aufzuwerten und teures, seltenes Gold durch Gleichaussehendes zu ersetzen.
Als Kontrast gilt umgangssprachlich die dunkle, nicht glänzende Gegenfarbe Schwarz:
- Signalfarben Gelb–Schwarz
- Goldmarie und Pechmarie

## Heraldik

Darstellung der Farbe Gold in der Heraldik

In der Heraldik wird zwischen Farben und Metallen unterschieden. Das heraldische Gold ist mithin keine Farbe, sondern – wie auch Silber – ein Metall. Nach den heraldischen Grundsätzen müssen Farben und Metalle wechseln, daraus ergibt sich die Häufigkeit von Gold.
Im Farbdruck wird es meist als Gelb, als Schraffur (Schwarz-Weiß-Darstellung) wird es durch lockere schräge Punktierung dargestellt. Etwa in der Flagge der Vatikanstadt und im Bundeswappen Deutschlands werden noch heute der sakrale und kaiserliche Bedeutungsgehalt des heraldischen Goldes tradiert.

## Anwendungen des Farbnamens
beispielhaft:
- Singvögel
  - Goldammer Emberiza citrinella
- Apfelsorten, namensgebend ist hier neben dem Farbton, wohl die Analogie zum Apfel des Paris und der Sündenfall.
  - Goldparmäne
  - Golden Delicious
  - Goldrenette